# شمولي بوتيك
شموئيل «شمولي» بوتيك (بالعبرية: שמואל (שמולי) בוטח)، تُنْطَق /ˈʃmuːli boʊˈteɪ.ək/؛ (ولد 19 نوفمبر 1966) هو يهودي أرثوذكسي أمريكي، وحاخام، ومؤلف ومضيف تلفزيون ومتحدث عام. ألف بوتيك أكثر من 30 كتاباً بما في ذلك الجنس الكوشير (الحلال): وصفة للعاطفة والحميمية، المنشور عام 1999،  ويسوع الكوشير، الذي نشر في عام 2012. لقد أكسبته صراحته الثناء والنقد. قالت عنه مجلة نيوزويك أنه واحد من 50 حاخامًا الأكثر تأثيراً في الولايات المتحدة لثلاث سنوات متتالية، بما في ذلك السنة السادسة عام 2010. يقيم في إنجلوود ، نيو جيرسي.

## مهنته الحاخامية
في عام 1988، تم إرسال بوتيك في سن 22 من قبل الحاخام مناحيم مندل شنايزن  باعتباره شاباد-لوبافيتش (مبعوث) إلى أكسفورد، إنجلترا، حيث شغل منصب حاخام لطلاب أكسفورد لمدة 11 عامًا وخلال ذلك الوقت أسس جمعية حاييم. تحت قيادة بوتيك، نمت الجمعية لتصبح ثاني أكبر منظمة طلابية في تاريخ أكسفورد، مع عضوية تضم أكثر من 5000 غير يهودي. نشأ نزاع عندما طلب من بوتيك إزالة بعض الطلاب غير اليهود من المجتمع، بما في ذلك السناتور المستقبلي كوري بوكر، لكنه رفض. في وقت لاحق من ذلك العام فاز بوتيك بجائزة «واعظ العام» من The Times .
في عام 2008، وقع بوتيك تاسعًا في قائمة نيوزويك ' «أفضل 50 حاخامًا في أمريكا»، وفي عام 2009 وقع سابعًا. في عام 2010، تم إدراج بوتيك في قائمة مجلة نيوزويك في المرتبة السادسة.
واجه بوتيك انتقادات واسعة من زملائه الحاخامات خلال حياته المهنية، خاصة بعد إصدار كتابه يسوع الكوشير . وقد رفضه بعض الحاخامات كـ«بدعة». وقال جيكوب عمانوئيل شوشت، وهو حاخام كندي، إن الكتاب «يشكل تهديدًا هائلاً للجالية اليهودية». منع كبير الحاخامات السابق جوناثان ساكس بوتيك من التحدث في المعبد اليهودي الجديد (اللوحة 23 يوليو 2014)
واجه بوتيك أيضا انتقادات من قبل الجالية اليهودية لآرائه حول الحب والجنس في كتابه الحب الكوشير: وصفة للعاطفة والحميمية ، مشيرا إلى أن الشهوة أكثر أهمية من الحب. لقد قال «الشهوة هي قمة القداسة»، و «إذا وضعت الحب والشهوة معًا، فإن الحب ليس أمامه أية فرصة».

## مسيرته الإعلامية
في عام 2006 كان بوتيك مقدم المسلسل التلفزيوني شالوم في المنزل . كان المسلسل، الذي استمر لمدة موسمين على شبكة TLC ، عرض تلفزيون الواقع، وفيه أستشير بوتيك من العائلات وقدم نصائح حول العلاقات. في عام 2007، تم تكريمه من قبل مبادرة الأبوة الوطنية بأرفع جائزة على جهوده في شالوم في البيت ، وتعزيز أهمية وجود أب لرعاية الأسرة المعاصرة. يكتب عمودين مرتبطين،  وهو مساهم متكرر في صحيفة وول ستريت جورنال ، وجيروسالم بوست وصحف أخرى. يتحدث على نطاق واسع في الولايات المتحدة وإسرائيل وبلدان أخرى.
قد بوتيك برنامجا إذاعيا أسبوعيا على WABC يسمى برنامج شمولي. ظهر كثيرا على برنامج أوبرا وينفري والبرامج التليفزيونية الأخرى، بما في ذلك عرض الدكتور فيل  (كخبير في العلاقة والزواج)،  د. أوز شو ، وغيرهم  يتم نشر برنامجه الخاص على شبكة راديو أوبرا إكس إم الفضائية وكتاباته  والاقتباسات  على موقع أوبرا دوت كوم.
في عام 2014، كان بوتيك عضوًا مميزًا في حلقة دراسية في مسلسل مدارس دريم.
وهو مؤسس هذا العالم: شبكة القيم ، وهي منظمة دولية مكرسة لتعزيز القيم اليهودية العالمية في الإعلام والثقافة، ولتأكيد أن الشعب اليهودي «نور للأمم». وأفادت التقارير أنه في عام 2016، تلقت الشبكة أكثر من مليون دولار من شيلدون أديلسون.

## مايكل جاكسون
في التسعينات، أصبح بوتيك صديقًا ومستشارًا روحيًا غير رسمي لمايكل جاكسون. انتقده بعض المعلقين اليهود. وكتب بنجامين سوسكيس في سليت: "قد يضع اسم شمولي في الصحب وجوده مع مايكل جاكسون، لكن من المشكوك فيه أنه سيشجع اليهود على الذهاب إلى الكنيس يوم الجمعة". كان بوتيك مؤيدا صريحا لجاكسون و "رفض الاتهامات بأن علاقات جاكسون مع الأطفال كانت غير حميدة. لماذا يظن أي شخص ذلك؟ وقالوا إن أي شخص يقضي هذا الوقت مع الأطفال يجب أن يمرض. حسنا، هذا ليس إدانة لمايكل جاكسون، هذا إدانة لمجتمعنا! "  وقال أيضًا: "كنت ودودًا مع مايكل لمدة عام قبل أن يعلم أحد بذلك. لقد قمت بالتحقيق الخاص بي لم يسبق له ممارسة الجنس مع الطفل الذي وصل لتسوية معه، وليس هناك آخرون.
في عام 2001، شارك بوتيك في «شفاء الأطفال»  أو «وقت مع الأطفال»، وهي مؤسسة خيرية أسسها جاكسون لتشجيع الآباء على قضاء المزيد من الوقت مع أطفالهم. كان جاكسون وبوتيك قد افترقا في عام 2002.
بعد وفاة مايكل جاكسون، نشر بوتيك شرائط مايكل جاكسون ،  وهي سلسلة من المحادثات المسجلة مع جاكسون. وقال بوتيك أنها كانت رغبة جاكسون في أن يتم نشر المحادثات حيث كتب في مقدمة الكتاب «يتم نشر هذا الكتاب لأنها كانت رغبة مايكل جاكسون الحثيثة أن يكون الأمر كذلك،».
نُشر كتاب آخر في عام 2010: تكريم روح الطفل: الإلهام والتعلم من أطفالنا، في محادثة مع مايكل جاكسون .

## وجهات نظره وآراؤه
كتب بوتيك في مقالة افتتاحية في وول ستريت جورنال عن المثلية الجنسية بأنها «شبيهة بالحظر ضد إضاءة النار في يوم السبت أو تناول الخبز أثناء عيد الفصح؛» لكنه يؤكد أن الكتاب المقدس ليس غامضًا فيما يتعلق بالمثلية الجنسية - بل إنه يتعارض مع الإرادة الإلهية. ويعتقد أن أكبر تهديد للزواج لا يأتي من زواج المثليين، ولكن الطلاق من جنسين مختلفين. يعارض الحاخام شمولي بوتيك تورط الحكومة في الاعتراف بالزواج، لكنه يدعم النقابات المدنية التي تقرها الدولة للجميع.
فتح بوتيك حوارا مع المسيحيين، وبالتحديد مع اليهود المسيانيين، الذين يعتبرهم معظم اليهود مرتدين.   في عام 2008 ناظر دوجلاس جاكوبي وشابير علي، حول الإرث الحقيقي لإبراهيم، وفي العام التالي ناظر دوجلاس جاكوبي حول اليهودية والمسيحية: أيهما دين السلام؟ في عام 2008 ناظر مايكل براون، زعيم اليهود المسيانيين، ما إذا كان الإيمان بيسوع متوافق مع اليهودية،  وفي كتابه يسوع الكوشير ، يصور يسوع على أنه «يهودي وطني قتلته روما من أجله النضال نيابة عن قومه.» وقد أثارت هذه المواقف معارضة من الكثيرين في المؤسسة الأرثوذكسية، وخاصة من داخل طائفة حباد التي ينتمي إليها بوتيك. الحاخام يتسحاق شوشت، وهو حاخام بريطاني بارز ومنافس لبوتيك،  دعا محاولات بوتيك للتواصل مع اليهود المسيانيين «بالوهم»،  والحاخام إيمانويل شوشيت من تورنتو، والد يتسحاق شوخت، منع الكتاب من القراء اليهود الأرثوذكس من قراءة كتابه. وقال في مقابلة «من المحظور على أي شخص شراء أو قراءة هذا الكتاب.» 
يشتهر بوتيك بتلميع نفسه وترويجه الذاتي. في تعليق وصفه لاحقا بأنه كان ساخرا فقط،  قيل إنه قال: «أعطى الله 10 وصايا في سيناء، والوصية الحادية عشرة، التي تم شطبها والتي نزلت شفهيا، هي» سوف تفعل أي شيء للشهرة. "" 
بوتيك داعم لإسرائيل، وناقد للسياسة الأمريكية تجاهها. جادل بوتيك بأن إدارة أوباما «تضايق» إسرائيل، بحجة أن سياسة الولايات المتحدة في الشرق الأوسط «فاضحة» و «مثيرة للاشمئزاز». كما أنه يدعم المستوطنات الإسرائيلية، بما في ذلك مستوطنة الخليل، التي يقول سكانها بأنها تتميز «بالدفء والود والضيافة» ووجهات النظر بأنها «محررة من الكراهية».
انتُقد بوتيك من قبل مجموعة متنوعة من المنظمات اليهودية لإعلان وضعه في صحيفة نيويورك تايمز كتب عليه «سوزان رايس لديها مكانًا لا تراه: الإبادة الجماعية»، وأن فعلها «ضخ درجة من الحزبية المدمرة لنسيج العلاقة» بين الولايات المتحدة وإسرائيل. وانتقدت رايس رئيس الوزراء الاسرائيلي بنيامين نتنياهو لموافقته على التحدث إلى الكونجرس بشأن البرنامج النووي الإيراني دون التنسيق مع إدارة اوباما. اعتذر بوتيك قائلا أن الخلاف كان حول السياسة وأنه لم يكن ينوي شن هجوم شخصي. وفي حديثه لشبكة سي إن إن، قال بوتيك إن الغرض من الإعلان هو لفت الانتباه إلى تصوره بأن حكومة الولايات المتحدة قد تجاهلت الإبادة الجماعية في الماضي، وما زالت تفعل ذلك.

## ترشحه للكونجرس 2012
ترشح بوتيك لمجلس النواب الأمريكي في انتخابات 2012. أيد جعل ضرائب الاستشارة العائلية قابلة للخصم. حصل على تأييد زعيم الأغلبية في مجلس النواب آنذاك إريك كانتور في أبريل. فاز بوتيك في الانتخابات التمهيدية للحزب الجمهوري لمقعد نيوجيرسي التاسع للكونغرس في 5 يونيو، وخسر أمام ممثل المقاطعة الثامن بيل باسريل (الذي أعيد ترسيم حيه القديم) في انتخابات نوفمبر، بهامش 73.6٪ إلى 25.4٪.

## الأعمال المنشورة
أقراص الفيديو الرقمية
- الجنس الكوشر ، 2010
- مناظرات الله، الجزء الأول: مناقشة نشيطة (DVD ، نقاش مع كريستوفر هيتشنز، المضيف: مارك ديري، تعليق: مايلز ريدفيلد)، 2010

كتب
- الشهوة الكوشر: الحب ليس هو الحل (2014)
- رجل الإيمان الذي سئم: تحدي الله في مواجهة المعاناة والمأساة (2013)
- الدليل الحديث لليهودية (2012)
- يسوع الكوشر (2012)
- 10 محادثات تحتاج أن تخوصها مع نفسك: خطة قوية للنمو الروحي والتحسين الذاتي (2011)
- تكريم روح الطفل: الإلهام والتعلم من أطفالنا، في محادثة مع مايكل جاكسون (2010)
- التجديد: دليل للحياة المليئة بالقيم (2010)
- بركات الكفاية: رفض الجشع المادي، واحتضان الجوع الروحي (2010)
- أشرطة مايكل جاكسون: أيقونة مأساوية تكشف عن روحه في محادثات حميمة (2009) [30]
- الأمريكي المكسور: وكيفية إصلاحه (2008)
- كوشير سوترا (2009)
- شالوم في المنزل (2007)
- الأبوة والأمومة بالنار: إضاءة الأسرة بالعاطفة والإلهام (2006)
- 10 محادثات تحتاج إلى أن تخوضها مع أطفالك (2006)
- كراهية النساء: حملة أمريكا العدائية ضد الجنس الناعم (2005)
- مواجهة خوفك: العيش مع الشجاعة في عصر الحذر (2004)
- آدم الخاص: أن تصبح بطلاً في عصر أناني (2003)
- اليهودية للجميع: تجديد حياتك من خلال دروس نابضة بالحياة من العقيدة اليهودية (2002)
- الزنا الكوشير: إغواء وخطيئة مع زوجك (2002)
- لماذا لا أقع في الحب: برنامج من 12 خطوة (2001)
- اعترافات نفسية وحاخام ، (2000، وتسمى أيضا نفسية والحاخام: مراسلات ملحوظة ، 2001، مع أوري غيلر)
- يؤرخ أسرار الوصايا العشر (2000)
- عواطف كوشر (2000)
- دليل الشخص الذكي لليهودية (1999)
- الجنس الكوشر: وصفة للعاطفة والحميمية (1999) [3]
- مصارعة الرب (1995)
- موسى أكسفورد: رؤية يهودية للجامعة وحياتها، المجلّد الأول والثاني (1994)
- سيرقد الذئب مع الحمل - المسيح في الفكر الحسيدي (1993)
- الحكمة والتفاهم والمعرفة (1993)
- أحلام (1991)

## روابط خارجية
- شمولي بوتيك على موقع IMDb (الإنجليزية)
- شمولي بوتيك على موقع أول موفي (الإنجليزية)
- شمولي بوتيك على موقع إن إن دي بي (الإنجليزية)
- شمولي بوتيك على موقع قاعدة بيانات الفيلم (الإنجليزية)